# Tadahiko Taira
Tadahiko Taira (平忠彦?, Taira Tadahiko; Minamisōma, 12 novembre 1956) è un pilota motociclistico giapponese, ritiratosi dall'attività agonistica.

## Carriera

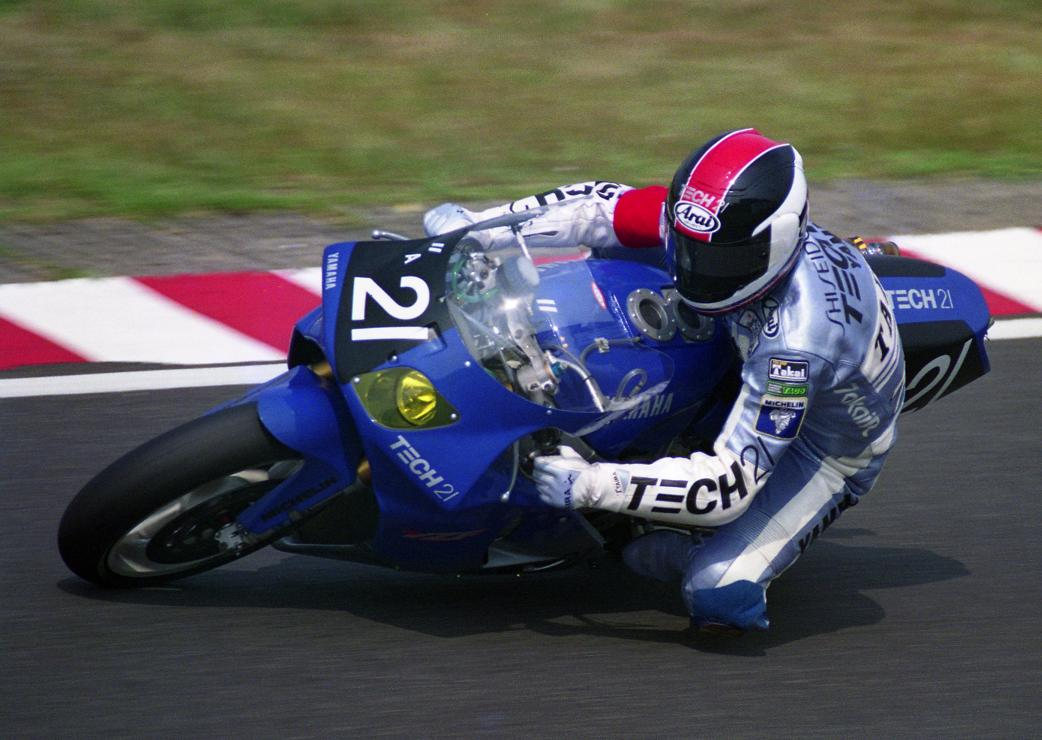
Taira nella 8 Ore di Suzuka 1990.

Ha ottenuto quattro titoli nazionali giapponesi, il primo nel 1980 e tre consecutivi dal 1983 al 1985 nell'All Japan Road Race Championship. La sua prima presenza nelle gare internazionali del motomondiale risale invece alla stagione 1984 in classe 500 dove ha ottenuto un totale di 10 punti.
Durante la sua carriera è sempre stato fedele alla Yamaha e le sue stagioni migliori sono state quella del 1986 dove, gareggiando in classe 250, ha ottenuto la sua unica vittoria nel Gran Premio motociclistico di San Marino 1986 e quella del 1987 dove, in classe 500, ha ottenuto il suo secondo podio in gare iridate e il miglior piazzamento finale con il sesto posto.
In coppia con lo statunitense Eddie Lawson si è imposto nell'edizione 1990 della 8 Ore di Suzuka.
L'ultima presenza in gare mondiali è stata nel Gran Premio motociclistico del Giappone 1991 concluso con un ritiro. Nel marzo del 1992 annunciò il suo ritiro dalle corse, pur restando nel mondo del motociclismo fondando una propria squadra, collaborando a riviste di settore e insegnando nelle scuole di guida sportiva.

## Risultati nel motomondiale
| 1984 | Classe | Moto   |  |  |  |  |  |  |  |   |   |  |  |  |  |  |  | Punti | Pos. |
| ---- | ------ | ------ |  |  |  |  |  |  |  | - | - |  |  |  |  |  |  | ----- | ---- |
| 1984 | 500    | Yamaha |  |  |  |  |  |  |  | 6 | 6 |  |  |  |  |  |  | 10    | 16º  |

| 1985 | Classe | Moto   |  |  |  |    |   |  |  |  |  |  |  |  |  |  |  | Punti | Pos. |
| ---- | ------ | ------ |  |  |  | -- | - |  |  |  |  |  |  |  |  |  |  | ----- | ---- |
| 1985 | 500    | Yamaha |  |  |  | 15 | 9 |  |  |  |  |  |  |  |  |  |  | 2     | 21º  |

| 1986 | Classe | Moto   |    |    |   |   |     |   |   |    |     |    |   |    |  |  |  | Punti | Pos. |
| ---- | ------ | ------ | -- | -- | - | - | --- | - | - | -- | --- | -- | - | -- |  |  |  | ----- | ---- |
| 1986 | 250    | Yamaha | NP | 22 | 9 | 8 | Rit | 6 | 9 | 10 | Rit | 13 | 1 | NE |  |  |  | 28    | 9º   |

| 1987 | Classe | Moto   |   |   |   |   |   |   |    |    |   |    |   |   |     |   |   | Punti | Pos. |
| ---- | ------ | ------ | - | - | - | - | - | - | -- | -- | - | -- | - | - | --- | - | - | ----- | ---- |
| 1987 | 500    | Yamaha | 6 | 7 | 4 | 6 | 9 | 7 | 18 | NQ | 8 | 13 | 3 | 4 | Rit | 7 | 8 | 56    | 6º   |

| 1988 | Classe | Moto   |   |  |    |  |    |  |  |  |  |  |  |    |    |   |  | Punti | Pos. |
| ---- | ------ | ------ | - |  | -- |  | -- |  |  |  |  |  |  | -- | -- | - |  | ----- | ---- |
| 1988 | 500    | Yamaha | 5 |  | NP |  | 10 |  |  |  |  |  |  | 10 | 14 | 5 |  | 36    | 15º  |

| 1989 | Classe | Moto   |   |   |     |   |  |  |  |  |  |  |  |  |    |   |  | Punti | Pos. |
| ---- | ------ | ------ | - | - | --- | - |  |  |  |  |  |  |  |  | -- | - |  | ----- | ---- |
| 1989 | 500    | Yamaha | 8 | 6 | Rit | 8 |  |  |  |  |  |  |  |  | 10 | 9 |  | 39    | 14º  |

| 1990 | Classe | Moto   |   |    |  |  |  |  |  |  |  |  |  |  |  |  |     | Punti | Pos. |
| ---- | ------ | ------ | - | -- |  |  |  |  |  |  |  |  |  |  |  |  | --- | ----- | ---- |
| 1990 | 500    | Yamaha | 6 | NP |  |  |  |  |  |  |  |  |  |  |  |  | Rit | 10    | 23º  |

| 1991 | Classe | Moto   |     |  |  |  |  |  |  |  |  |  |  |  |  |  |  | Punti | Pos. |
| ---- | ------ | ------ | --- |  |  |  |  |  |  |  |  |  |  |  |  |  |  | ----- | ---- |
| 1991 | 500    | Yamaha | Rit |  |  |  |  |  |  |  |  |  |  |  |  |  |  | 0     |      |

| Legenda | 1º posto        | 2º posto            | 3º posto            | A punti      | Senza punti        | Grassetto – Pole position Corsivo – Giro più veloce |
| Legenda | Gara non valida | Non qual./Non part. | Ritirato/Non class. | Squalificato | '-' Dato non disp. | Grassetto – Pole position Corsivo – Giro più veloce |